# پلزنت هیلز، نیو ساوت ولز
پلزنت هیلز (به انگلیسی: Pleasant Hills) یک شهرک در استرالیا است که در نیو ساوت ولز واقع شده‌است.